# Европа
Евро́па — часть света в Северном полушарии Земли, омываемая Атлантическим океаном на западе, Северным Ледовитым океаном на севере и имеющая площадь около 10,3 млн км². Вместе с Азией Европа образует обширный континент Евразия, занимая примерно 17 % её общей площади, и является одной из самых маленьких по величине частей света в мире, немногим больше Океании.
В Европе проживает чуть меньше 750 миллионов человек, что делает её четвёртой по численности населения частью света после Азии, Африки и Америки. В Европе находится 50 государств.
Население — 745 млн чел. (19 сентября 2024 года; 9,21 % населения Земли).

## Этимология
Название «Европа», возможно, происходит от имени героини древнегреческой мифологии Европы (Εὐρώπη, Eurṓpē) — финикийской царевны, похищенной Зевсом и увезённой на Крит (при этом эпитет Европы мог связываться также с Герой и Деметрой). Происхождение самого этого имени, как говорит французский лингвист П. Шантрен, неизвестно. Поскольку миф о Европе и быке, по-видимому, восходит к микенскому периоду, возможно рассматривать его происхождение как догреческое.
Наиболее популярные в современной литературе этимологические гипотезы были предложены ещё в античности (наряду со многими другими), но являются спорными: так, одна этимология истолковывает его из греческих корней ευρύς (eurús) — «широкий», и όψ (ōps, gen. ὠπός, ōpós) — «глаз», то есть «широкоглазая»; согласно лексикографу Гесихию, название Европия означает «страна заката», или «тёмная», что позднейшими лингвистами было сопоставлено с зап.-сем. ‘ərā̊b ib «заход солнца» или аккад. êrêb šamši с тем же значением (М. Уэст оценивал эту этимологию как весьма слабую).
Согласно ещё одной теории, название происходит от финикийского слова ereb.

## Границы

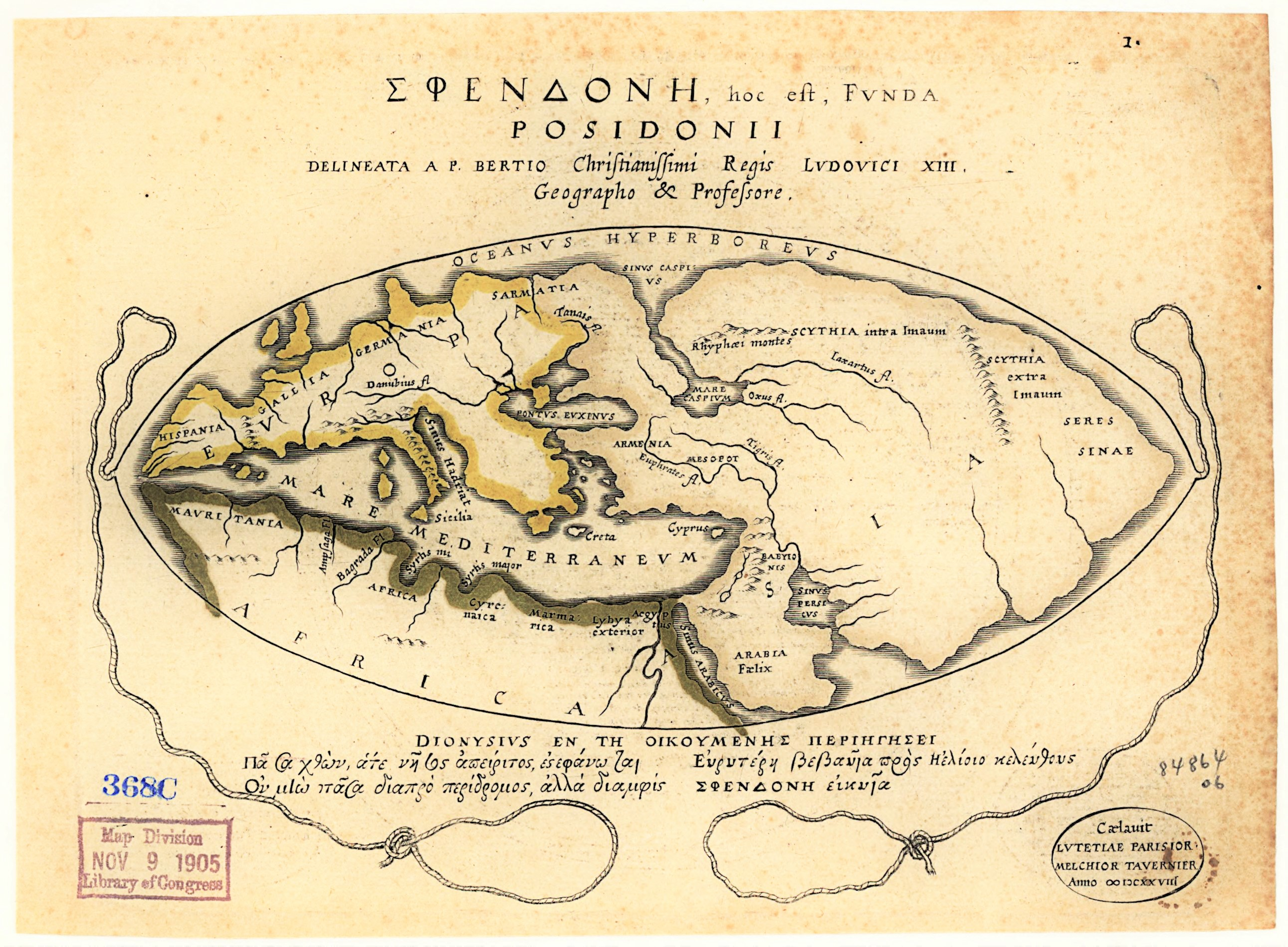
Карта Земли согласно Геродоту

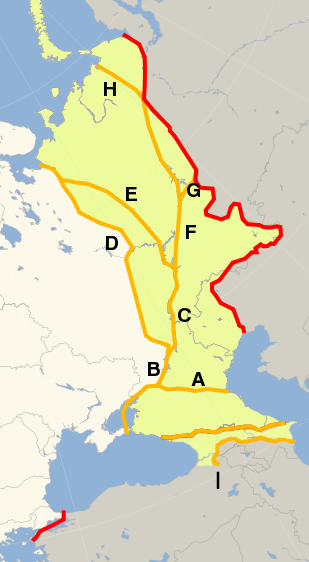
Различное восприятие европейско-азиатской границы

Культурно-исторические регионы Европы по определению профессора П. Джордана, опубликованному в германском журнале «Европа регионал» в 2005 году

Макрорегионы Европы по классификации ООН
Восточная Европа
Северная Европа
Южная Европа
Западная Европа

Название «Европа» в качестве обозначения части известного мира впервые было использовано в VI веке до нашей эры Анаксимандром и Гекатеем. Анаксимандр провёл границу между Азией и Европой вдоль реки Фасис (современная река Риони на территории Грузии) на Кавказе. Этого же мнения придерживается Геродот в V веке до нашей эры, хотя он также отмечает, что некоторые считали реку Дон, а не Фазис, как границу между Европой и Азией.
Название Европа для части света отсутствует в древнейшей греческой литературе (в гомеровском гимне к Аполлону Пифийскому Европой названа только Северная Греция) и впервые зафиксировано в «Описании Земли» Гекатея Милетского (конец VI века до н. э.), первая книга которого посвящена Европе.
Древние греки первоначально считали Европу отдельным материком, отделённым от Азии Эгейским и Чёрным морями, а от Африки — Средиземным морем. Убедившись, что Европа — лишь малая часть огромного материка, который ныне называют Евразией, античные авторы стали проводить восточную границу Европы по реке Дон (такие представления встречаются уже у Полибия и Страбона). Эта традиция господствовала в течение почти двух тысячелетий. В частности, у Меркатора граница Европы идёт по Дону, а от его истока — строго на север до Белого моря.
В XV веке Европа на короткое время стала почти синонимом христианского мира, но в настоящее время большинство христиан проживает вне её территории. В XIX веке почти вся мировая промышленность находилась в Европе; сегодня же большая часть продукции производится за её пределами.
В. Н. Татищев в 1720 году предложил провести восточную границу Европы по хребту Уральских гор, и далее по реке Яик (современный Урал) вплоть до устья, впадающего в Каспийское море. Постепенно новая граница стала общепринятой сначала в России, а затем и за её пределами. В настоящее время граница Европы проводится: на севере — по Северному Ледовитому океану; на западе — по Атлантическому океану; на юге — по Средиземному, Эгейскому, Мраморному, Чёрному морям; на востоке — по восточному подножию Уральских гор, горам Мугоджарам, по реке Эмбе до Каспийского моря, от него по рекам Куме и Манычу (Кумо-Манычской впадине) к устью Дона (в частности, согласно энциклопедиям: Большая советская энциклопедия и Энциклопедия Британника) или, реже, по Кавказскому хребту до Чёрного моря). Дальнейшее прохождение границы между Европой и Азией по Чёрному морю и черноморским проливам поддерживается всеми источниками. К Европе также относят близлежащие острова и архипелаги, в то время как ряд островов Греции, находящихся вблизи побережья турецкой Анатолии, может географически относиться к Азии, а политически — к Европе. То же самое относится и к островным Мальте с Исландией (первая условно отделена от Африки Средиземным морем, а вторая — Атлантическим океаном от Америки).
В силу указанных обстоятельств включение Азербайджана и Грузии в список стран Европы основывается прежде всего на политических, экономических и историко-культурных соображениях, а также на иногда выделяемом частичном географическом расположении, что не является однозначным.
К Европе в тех или иных контекстах могут относиться страны и территории, находящиеся вне вышеописанных физических границ Европы, но будучи связанные с Европой политически, экономически и историко-культурно (Армения, Республика Кипр).

## География

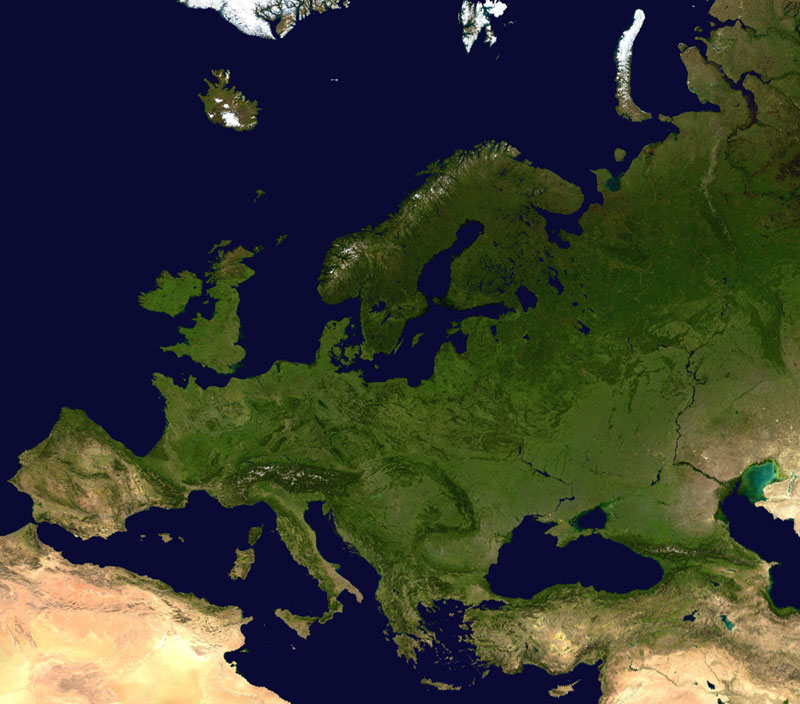
Европа из космоса

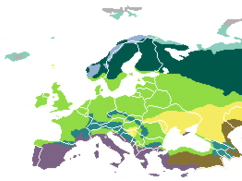
Биомы Европы:
____ — тундра, ____ — альпийская тундра, ____ — тайга, ____ — горные леса, ____ — широколиственный лес, ____ — средиземноморские леса, ____ — настоящие степи, ____ — пустынные степи.

Европа омывается Атлантическим и Северным Ледовитым океанами и их морями.
Площадь Европы составляет 10,2 млн км², причём около 730 тыс. км² приходится на острова. Протяжённость с севера на юг составляет 3900 км, а с запада на восток — 5200 км. По территории она лишь немного крупнее Канады, но значительно меньше России. На полуострова приходится около 1/4 территории Европы (Кольский, Скандинавский, Пиренейский, Апеннинский, Балканский и др.).
Средняя высота около 300 м, максимальная (если проводить границу Европы по Кумо-Манычской впадине) — 4808 м, г. Монблан, либо (при проведении границы Европы по Кавказскому хребту) — 5642 м, г. Эльбрус, минимальная в настоящее время составляет ок. −27 метров (Каспийское море) и изменяется вместе с колебаниями уровня этого моря.
Преобладают равнины (крупные — Восточно-Европейская, Среднеевропейская, Средне- и Нижнедунайская, Парижский бассейн), горы занимают около 17 % территории (основные — Альпы, Кавказ, Карпаты, Крымские, Пиренеи, Апеннины, Урал, Скандинавские горы, горы Балканского полуострова). Действующие вулканы есть в Исландии и Средиземноморье.
На большей части территории климат умеренный (на западе — океанический, на востоке — континентальный, со снежной и морозной зимой), на северных островах — субарктический и арктический, в Южной Европе — средиземноморский, в Прикаспийской низменности — полупустынный. На островах Арктики, в Исландии, Скандинавских горах, Альпах — оледенение (площадь свыше 116 тыс. км²).
Основные реки: Волга, Дунай, Урал, Днепр, Западная Двина, Дон, Печора, Кама, Ока, Белая, Днестр, Рейн, Эльба, Висла, Тахо, Луара, Одер, Неман, Эбро.
Крупные озёра: Ладожское, Онежское, Чудское, Венерн, Балатон, Женевское.
На островах Арктики и вдоль побережья Северного Ледовитого океана — арктические пустыни и тундры, южнее — лесотундры, таёжные, смешанные и широколиственные леса, лесостепи, степи, субтропические средиземноморские леса и кустарники; на юго-востоке — полупустыни.
Крупнейшая в Европе песчаная пустыня Рын-пески (40 000 км²) расположена в междуречье Волги и Урала (на территории Казахстана и России), в Западной Европе к близкому к полупустынному типу сообществ иногда причисляют массив Табернас в Испании, а также Ногайскую степь в России на пограничье Калмыкии, Дагестана и Чечни. Кроме того, имело место опустынивание обширных территорий в Калмыкии, Россия, произошедшее в результате человеческой деятельности по промышленному забору воды из естественных источников и нерациональному использованию земель. В зоне сухих степей на востоке Европы имеется ряд песчаных массивов в России на нижнем Дону (Арчединско-Донские пески, Цимлянские пески и пр.), а также на территории Украины (Алешковские пески).
Андреас Каплан считает, что Европа представляет собой регион с максимальным культурным разнообразием при относительно небольших географических размерах.

## Экономика

ВВП (ППС) на душу населения в европейских странах (на 2021 год):
> 60 000 $
50 000 - 60 000 $
40 000 - 50 000 $
30 000 - 40 000 $
20 000 - 30 000 $
10 000 - 20 000 $

В 2008 году Европа была самым богатым континентом в мире с точки зрения активов под управлением, в общей сложности более 32,7 триллиона долларов США по сравнению с 27,1 триллиона долларов США в Северной Америке. В 2009 году общие активы под управлением в Европе составляли треть мировых активов. Однако финансовый кризис 2007—2008 годов ослабил кредитные рейтинги многих стран и стал причиной долгового кризиса еврозоны. До кризиса ВВП Европы был на пике.
Уровень благосостояния в Европе сильно различается. Самые богатые страны в основном расположены в Западной и Северной Европе, более бедные находятся во многих странах Восточной Европы и на Балканах. По данным Всемирного банка (2011—2018 гг.), самыми богатыми странами Европы с точки зрения ВВП (ППС) на душу населения являются Люксембург, Ирландия, Норвегия, Швейцария и Нидерланды. Беднейшими странами являются Молдова, Украина, Босния и Герцеговина, Албания и Сербия.
По данным Международного валютного фонда (2018), четыре европейские страны входят в десятку крупнейших экономик мира по валовому внутреннему продукту: Германия, Великобритания, Франция и Италия. Общий европейский ВВП на душу населения в 2016 году составил 21 767 долларов США.
В 2002 году в общей сложности 12 стран — членов Европейского союза являются членами приняли единую валюту евро, став составной частью валютного союза — еврозоны. Сегодня евро используется в 19 странах ЕС, а также в четырёх карликовых странах, не входящих в ЕС.
Главные финансовые центры Европы — Лондон, Цюрих, Женева и Франкфурт.
В 2018 году крупнейшей европейской компанией по обороту была голландско-британская энергетическая компания Royal Dutch Shell, третья по величине компания в мире с оборотом более 396 миллиардов долларов США. Другими европейскими компаниями в 20 крупнейших компаниях мира в том же году были британская нефтегазовая компания BP, немецкая автомобильная компания Volkswagen AG, швейцарская горнодобывающая и сырьевая компания Glencore, немецкая автомобильная компания Daimler AG и французская нефтяная компания Total.

## Население

Демографическая пирамида Европы в 2023

В настоящее время[какое?] в Европе проживает около 740 миллионов человек. Европа — относительно густонаселённый континент: в Европе в среднем на квадратный километр проживает более 70 человек. К особо густонаселённым странам относятся Англия, Нидерланды, Бельгия и Германия. Напротив, в Восточной и Северной Европе плотность населения во многих местах низкая.
Рост населения в Европе медленный по сравнению с другими частями света из-за, среди прочего, низкого уровня рождаемости. Южная и Западная Европа — регионы с наибольшим средним числом пожилых людей в мире, сегодня они составляют 21 % населения старше 65 лет. Прогнозы показывают, что к 2050 году Европа достигнет 30 %. Это вызвано тем, что с 1970-х годов население рожает детей ниже уровня воспроизводства. По прогнозам Организации Объединённых Наций, в период с 2022 по 2050 год население Европы сократится на −7 % без изменения иммиграционных потоков.
У европейцев высокая ожидаемая продолжительность жизни. Примерно в половине европейских стран она превышает 80 лет. Самая длинная — в Швейцарии, Италии и Испании (более 83 лет) и самая короткая — в Молдове, Украине, России и Казахстане (около 72-73 лет).

### Языки

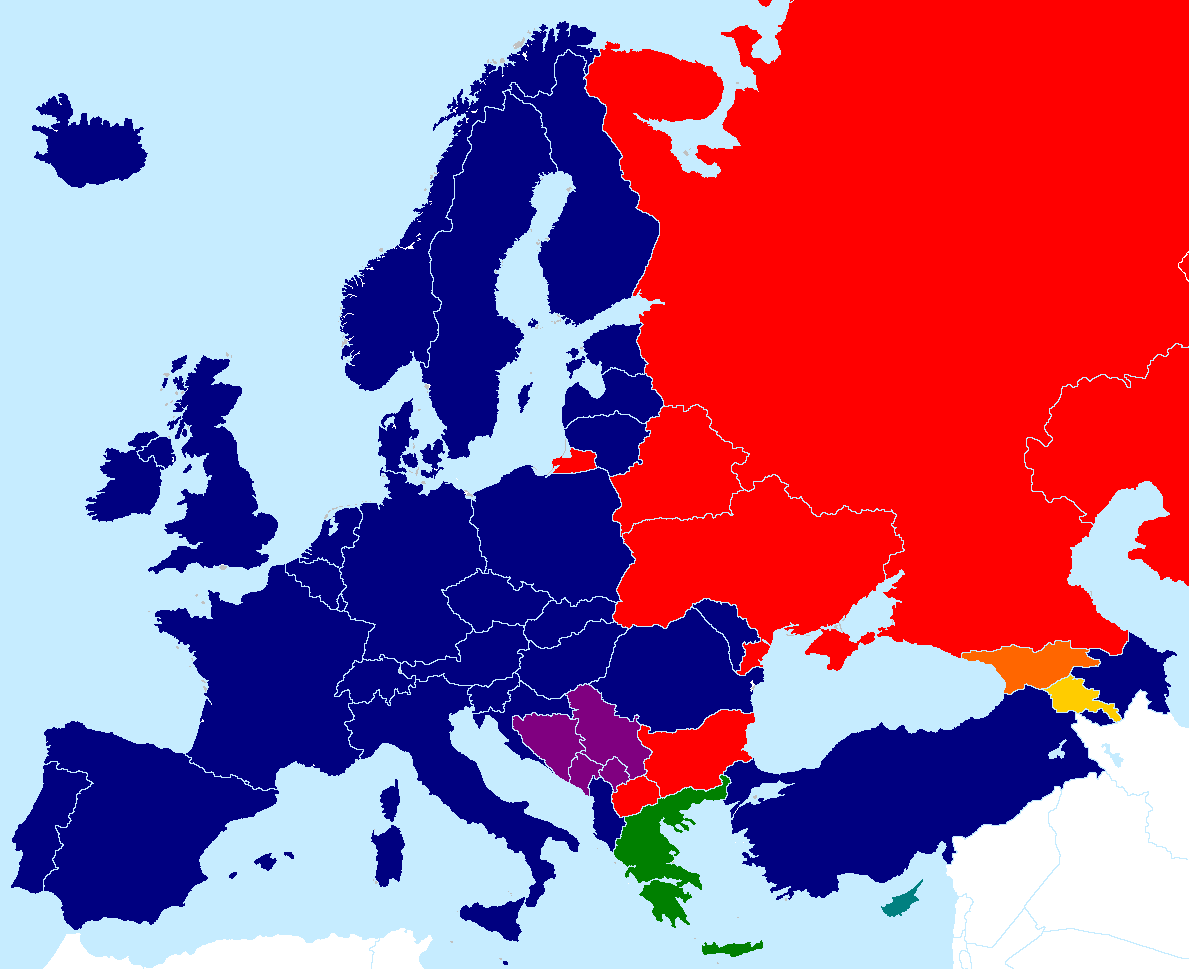
Основные алфавиты в политической карте Европы:
латиница
кириллица
греческий алфавит
латинский и кириллический алфавиты
греческий и латинский алфавиты
грузинский алфавит
армянский алфавит

В Европе говорят на 230 языках, что составляет всего 3 % языков мира. Более 90 % её населения говорят на индоевропейских языках. Самыми крупными индоевропейскими языковыми группами являются славянские, германские и романские языки. На славянских языках говорят, в особенности, в Центральной, Южной и Восточной Европе, включая русский, белорусский, украинский, польский, чешский, словацкий, болгарский, сербский, хорватский, боснийский, черногорский, словенский, македонский. С другой стороны, на германских языках говорят, прежде всего, в Центральной и Северной Европе, включая английский, немецкий и скандинавские языки. Романские языки более сконцентрированы в южных частях Европы, включая французский, испанский, итальянский, португальский, румынский (молдавский). Меньшие индоевропейские языковые группы включают, например, кельтские и балтийские языки. Греческий и албанский также являются индоевропейскими языками.
Среди неиндоевропейских языков коренного населения Европы значительная часть относится к уральской языковой семье. В их финно-угорскую ветвь этой семьи входят финский, ижорский, карельский, вепсский, эстонский, водский, венгерский, удмуртский, коми-зырянский, коми-пермяцкий, горномарийский, луговомарийский, мокшанский, эрзянский, группа саамских языков. В их самодийскую ветвь входит, например, ненецкий язык.
К неиндоевропейским языкам, распространённым среди коренного населения Европы, относятся многочисленные тюркские языки: чувашский, карагашский, ногайский, казахский, башкирский, татарский, караимский, крымскотатарский, гагаузский, турецкий, а также нахско-дагестанские и абхазо-адыгские языки. В монгольскую семью входит, например, калмыцкий язык.
Мальтийский язык (помимо иврита) является единственным из языков Европы, относящимся к семитской языковой семье.
Баскский язык, на котором говорят в Баскских землях в Испании и Франции, является изолированным.

### Религии
Около 75 % европейцев — христиане и 8 % мусульмане. Около 17 % европейцев не исповедуют никакой религии. Иудеев меньше одного процента.
Большинство жителей Юго-Западной Европы — католики. Центральная Европа является домом для большого количества католиков и протестантов во многих местах. В странах Северной Европы и Великобритании большинство населения составляют протестанты, тогда как в Восточной Европе больше православных. Большинство мусульман проживает в европейских частях России, Казахстана и Турции, частично — на Кавказе и в некоторых странах Балканского Полуострова: в Боснии и Герцеговине, Албании, Косове и Северной Македонии; массовая миграция мусульманского населения в Европу сформировала многочисленные мусульманские диаспоры в большинстве стран Западной и Северной Европы.
Калмыкия является единственным регионом в Европе, где традиционно исповедуется буддизм.

## Страны Европы
44 государства имеют признание большинства членов ООН, 7 государств (территории) имеют ограниченное признание или не признаны. 5 государств лишь частично расположены в Европе.
| Западная Европа | Восточная Европа           | Северная Европа | Южная Европа         |
| --------------- | -------------------------- | --------------- | -------------------- |
| Австрия         | Беларусь                   | Дания           | Албания              |
| Бельгия         | Болгария                   | Исландия        | Андорра              |
| Великобритания  | Венгрия                    | Латвия          | Босния и Герцеговина |
| Германия        | Молдова                    | Литва           | Ватикан              |
| Ирландия        | Польша                     | Норвегия        | Греция               |
| Лихтенштейн     | Россия (Европейская часть) | Финляндия       | Испания              |
| Люксембург      | Румыния                    | Швеция          | Италия               |
| Монако          | Словакия                   | Эстония         | Северная Македония   |
| Нидерланды      | Украина                    |                 | Мальта               |
| Франция         | Чехия                      |                 | Португалия           |
| Швейцария       |                            |                 | Сан-Марино           |
|                 |                            |                 | Сербия               |
|                 |                            |                 | Словения             |
|                 |                            |                 | Хорватия             |
|                 |                            |                 | Черногория           |

### Трансконтинентальные государства, частично относимые к Европе
Большей частью в Азии
- Россия (до 23,2 % территории в Европе[Комм 8])
- Казахстан (до 14 % территории[41][42][Комм 9])
- Турция (3 % территории)[Комм 10]

### Государства, чей трансконтинентальный статус зависит от варианта проведения границы Европа-Азия
Существует вариант проведения границы Европа-Азия, согласно которому граница этих частей света проходит по Кумо-Манычской впадине, что оставляет в Азии весь Кавказ — Северный Кавказ и Закавказье (также именуемое Южным Кавказом).
По другому распространённому определению (признанному National Geographic) граница Европа-Азия проходит по водоразделу Большого Кавказа. При таком варианте проведения границ частей света весь Северный Кавказ относится к Европе, в том числе и небольшие части территорий Азербайджана и Грузии, располагающиеся к северу от Большого Кавказа, что может придавать Азербайджану и Грузии статус трансконтинентальных государств.
- Азербайджан (около 10 % территории в Европе[44][Комм 11]) (член Совета Европы)
- Грузия (около 5 % территории в Европе[45][Комм 12]) (член Совета Европы)

### Государства Азии, иногда относимые к Европе
- Кипр (член Евросоюза)
- Армения (член Совета Европы)
- Израиль (член УЕФА и Европейских олимпийских комитетов)

## Деление
Основная статья: Регионы Европы
Европу обычно делят на Северную и Южную, Западную и Восточную, а также Центральную. Деление это довольно условно, тем более, что здесь вступают в действие не только чисто географические, но и политические факторы. Некоторые страны, в зависимости от точки зрения, могут причисляться к различным группам государств.
В советское время деление Европы на Восток и Запад имело зачастую политическую окраску — к Восточной Европе относили ГДР, Польшу, Чехословакию, Венгрию, Румынию, Болгарию, Албанию, Югославию и СССР — страны социалистические, или, как их ещё называли, «страны народной демократии». К Западной Европе относились все остальные государства. При этом Испания, Португалия, юг Франции, Италия, Мальта, Кипр, Греция и Турция также назывались Южной Европой, а Исландия, Норвегия, Швеция, Дания и Финляндия — Северной.
В настоящее время, после распада СССР, Югославии и Чехословакии, к Центральной Европе относят Австрию, Швейцарию и ранее включавшиеся в Восточную Европу Польшу, Чехию, Словакию, страны бывшей Югославии, Румынию, Венгрию, иногда — страны Прибалтики (последние чаще включают в Северную Европу). К Восточной Европе — физико-географически Россию (в Европе — только часть), Украину, Беларусь, Казахстан (в Европе — только часть), Молдову. Иногда, по политическим причинам в Восточную Европу включают страны Закавказья (Азербайджан, Армению, Грузию). К Западной Европе — Великобританию, Ирландию, Францию и другие страны, включая Германию (которую также относят к Центральной).
Во многих источниках группировка тех или иных государств в регионы Европы может разниться.

## Политическая ситуация

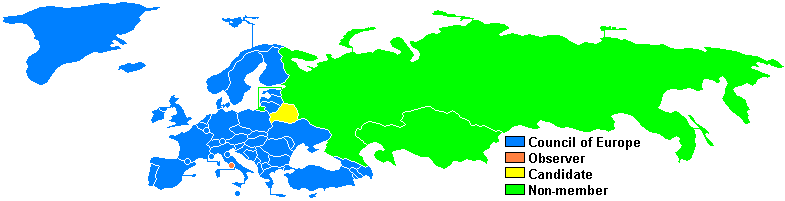
Совет Европы

В период после Второй мировой войны до 1989—1991 Европа была центральной ареной холодной войны между западным (капиталистическим) и восточным (социалистическим) блоками. Большинство стран Западной Европы в это время в военно-политическом плане объединилось в рамках НАТО. Социальную и правовую интеграцию обеспечивал Совет Европы, экономическую — Европейское экономическое сообщество. На востоке континента военной интеграционной структурой выступала Организация Варшавского договора, экономической — Совет экономической взаимопомощи; в обеих доминирующую роль играл СССР.
После крушения социалистических режимов ситуация заметно изменилась. Большинство стран бывшего «социалистического лагеря» переориентировалось на западные структуры. В настоящее время более половины государств Европы входят в состав Европейского союза и НАТО, практически все остальные заявляют о желании вступить в эти организации. С одной стороны, это создало предпосылки для превращения ЕС в политического игрока подлинно глобального масштаба. С другой стороны, неоднородность состава Союза отрицательно сказывается на его способности вырабатывать общие позиции по тем или иным вопросам.
Лидерами политических процессов в регионе являются государства Западной Европы. Заметную роль в интеграционных процессах играют малые страны Западной Европы (страны Бенилюкса, скандинавские государства, Ирландия), в значительной мере выигравшие от развития ЕС. Особое место занимают бывшие социалистические страны, рассчитывающие поправить своё экономическое положение за счёт участия в Евросоюзе. Очагом нестабильности остаётся Балканский полуостров, где до настоящего времени не урегулированы конфликтные ситуации, возникшие при распаде Югославии. Пока что неясным остаётся политическое и экономическое будущее бывших советских республик, в том числе на Кавказе. Неоднозначно отношение в Европе и стремление преимущественно мусульманской Турции к большему участию в европейских делах.

## Основные международные объединения в Европе
Страны Европы являются членами различных международных организаций, большая часть которых организации экономического и политического характера. Основные международные объединения в Европе перечислены ниже.

### Совет Европы
Совет Европы является единственной панъевропейской организацией, членами которой являются практически все страны Европы. В настоящее время членами Совета Европы являются 46 государств. Целями Совета Европы являются программы по сглаживанию противоречий между законодательными базами европейских стран в таких сферах, как права человека, гражданство, международное частное право, защита окружающей среды и культурного наследия, охрана прав национальных меньшинств и тому подобное.

### Европейский союз

Флаг ЕС и Совета Европы

Европейский союз, сокращённое название ЕС — наднациональное объединение 27 государств Европы. В рамках Союза курируется множество программ. В рамках ЕС действует единый рынок, включающий в себя таможенный союз, валютный союз (единая европейская валюта — евро, действует на территории 19 из 27 членов Евросоюза), общую политику в области сельского хозяйства и рыболовства. Европейский союз также предпринимает меры к координации действий стран-членов в области политики. Также существуют тенденции к координации действий в области обороны и общей внешней политике. Союз постепенно эволюционирует из экономической организации в наднациональную. В настоящее время совместный ВВП Евросоюза является крупнейшим в мире и составляет 15,849 триллиона долларов США.
Также в рамках Европы существуют следующие объединения:
- Еврозона
- Шенгенская зона
- Таможенный союз
- Европейская экономическая зона
- Европейская ассоциация свободной торговли

### Содружество Независимых Государств

Флаг СНГ

Содружество Независимых Государств — организация, состоящая из 9 бывших республик Советского Союза (кроме стран Балтии, Украины и Грузии). СНГ не обладает наднациональными полномочиями и является в большей степени символической организацией, действующей в сфере координации взаимодействия между странами — участницами Содружества. Главными целями СНГ являются осуществление сотрудничества в политической, экономической, экологической, гуманитарной, культурной и иных областях; мирное решение споров; межгосударственная кооперация и интеграция; защита прав и свобод граждан стран-членов. Главными темами обсуждения остаются планы по созданию единого рынка наподобие ЕС, а также борьба с трансграничной преступностью.

### НАТО

Флаг НАТО

Организация Североатлантического договора является военным союзом, членами которого являются в основном страны Европы, а также США и Канада. НАТО создавалась как организация для сплочения западноевропейских стран под командованием США против Союза Советских Социалистических Республик и его союзников. Основой организации является договор о коллективной обороне в случае нападения на любое из государств-членов.

### ОБСЕ

Эмблема ОБСЕ

Организация по безопасности и сотрудничеству в Европе — крупнейшая региональная организация по безопасности, в состав которой входят 56 государств Европы, Средней и Центральной Азии, а также Северной Америки.
Организация нацелена на предотвращение возникновения конфликтов в регионе, урегулирование кризисных ситуаций, ликвидацию последствий конфликтов.

### Северный совет
Северный совет (основан в 1952 г.) и Северный совет министров (основан в 1971 г.) — организация для координации сотрудничества между парламентами и правительствами стран Северной Европы. Страны-члены: Дания, Финляндия (с 1956), Исландия, Норвегия, Швеция. Руководящие органы находятся в Копенгагене.

### ЦЕАСТ

Флаг ЦЕАСТ

Центрально-европейская ассоциация свободной торговли — международная организация, являющаяся преемником Вишеградского соглашения между странами, не являющимися членами ЕС, подписанного 21 декабря 1992 года. На данный момент членами данной организации являются Албания, Босния и Герцеговина, Северная Македония, Молдова, Черногория, Сербия и Республика Косово. До вступления в ЕС членами организации являлись Болгария, Чехия, Венгрия, Польша, Румыния, Словакия, Словения и Хорватия.

### Бенилюкс

Флаг Бенилюкса

Бенилюкс — политический, экономический и таможенный союз Бельгии, Нидерландов и Люксембурга, созданный 3 февраля 1958 года. Имеет свой парламент и суд, куда входят представители трёх государств.

### ГУАМ
Организация создана в 1997 году четырьмя странами: Грузия, Украина, Азербайджан, Молдова (ГУАМ). Главная контора находится в столице Украины — Киеве. С апреля 1999 года по 2006 год в состав организации входил также Узбекистан и она носила название ГУУАМ.

### СДВ
Организация, состоящая из девяти стран: Украины, Молдовы, Латвии, Литвы, Эстонии, Словении, Северной Македонии, Румынии и Грузии. Создана в качестве альтернативы СНГ. Учреждена 2 декабря 2005 на учредительном форуме в Киеве (Украина).

### ЕАЭС

Эмблема ЕАЭС

Евразийский экономический союз — международная экономическая организация ряда постсоветских государств, занимающаяся формированием общих внешних таможенных границ, выработкой единой внешнеэкономической политики, тарифов, цен и других составляющих функционирования общего рынка.

### ОДКБ

Флаг ОДКБ

Организация Договора о коллективной безопасности — в состав организации входят Россия, Беларусь, Армения, Казахстан, Кыргызстан, Таджикистан.
В рамках ОДКБ проходят совместные военные учения. Цель организации — совместное отражение агрессии при нападении на любое государство — участник договора.

### Арктический совет
Арктический совет — международная организация, созданная в 1989 году по инициативе Финляндии для защиты уникальной природы северной полярной зоны. В Арктический совет входят восемь приарктических стран: Дания, Финляндия, Исландия, Канада, Норвегия, Россия, Швеция, США. Страны-наблюдатели: Великобритания, Франция, ФРГ, Нидерланды, Польша, Испания.

### Балтийская ассамблея
Балтийская ассамблея — совещательный орган по сотрудничеству между парламентами Эстонии, Латвии и Литвы, основанный в 1991 году. Ассамблея координирует действия, консультирует парламенты трёх стран и декларирует согласованные позиции в виде резолюций, решений и рекомендаций.

### Совет государств Балтийского моря

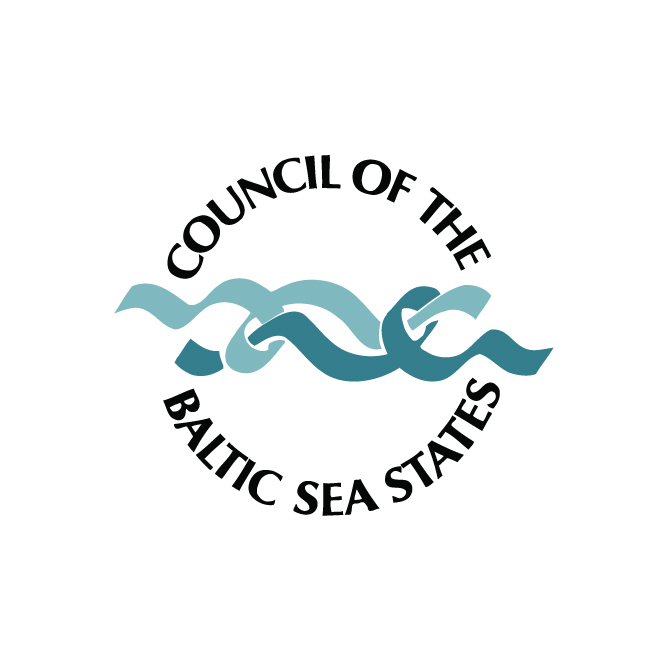
Эмблема Совета государств Балтийского моря

Совет государств Балтийского моря был учреждён 5—6 марта 1992 года в Копенгагене на конференции министров иностранных дел стран Балтийского моря. В него входят Германия, Дания, Латвия, Литва, Норвегия, Польша, Финляндия, Швеция, Эстония, а также Комиссия европейских сообществ.

### Совет Баренцева/Евроарктического региона
Форум регионального сотрудничества. Был учреждён в 1993 г. Совет Баренцева/Евроарктического региона (СБЕР). В него входят на правах постоянных членов Дания, Исландия, Норвегия, Финляндия и Швеция, а также Комиссия Европейских сообществ (КЕС). Девять государств — Великобритания, Германия, Италия, Канада, Нидерланды, Польша, Франция, США, Япония — имеют статус наблюдателей.

### Союзное государство России и Беларуси
Конфедеративный союз Российской Федерации и Республики Беларусь с поэтапно организуемым единым политическим, экономическим, военным, таможенным, валютным, юридическим, гуманитарным, культурным пространством.

### УЕФА
Союз европейских футбольных ассоциаций — организация, управляющая футболом в Европе и некоторых западных регионах Азии. Она объединяет национальные футбольные ассоциации европейских стран. УЕФА занимается организацией всех европейских соревнований клубов и сборных, распределяет доходы от рекламы и трансляций между клубами и национальными ассоциациями, входящими в её состав.
Помимо перечисленных выше стран, в УЕФА также входит Израиль (Израильская футбольная ассоциация), полностью расположенный в Азии.